# Беринговский
Бе́ринговский — посёлок городского типа в Анадырском районе Чукотского автономного округа России. Образует городское поселение Беринговский.

## География
Расположен на горе в 10 км от бухты Угольной Анадырского залива Берингова моря. Расстояние от города окружного значения 200 км.
Посёлок является самым восточным российским поселением в Восточном полушарии Земли.

## Топоним
Местность вокруг посёлка по-керекски — Гачгатагын (Хачхатаин), что в переводе означает «место, где кончаются птичьи базары». Это связано с тем, что на двух скалистых входных мысах бухты (Барыкова и Отвесном) были расположены крупные птичьи базары бакланов и чаек, а сразу за мысами, в глубине бухты, начиналась низменность, где этих птиц уже совсем не было.
Чукотское название Гачгатагын переводится буквально как «предел скопления птиц» (чук. гачга от гатԓе «птица» + -тэгын/-гагын «предел»).
Современное название Беринговский, по одной из версий, получил по месту расположения на побережье. В Большой советской энциклопедии указано, что посёлок назван в честь В. Беринга.

## История
В 1826 году в бухту Угольную вошел русский шлюп «Сенявин» под командованием Фёдора Петровича Литке с целью описания и изучения берегов Берингова моря. В 1886 году здесь высадилась экспедиция под руководством капитана А. А. Остолопова на клипере «Крейсер», в бухте были обнаружены мощные пласты угля. Это топливо впоследствии использовали суда, заходящие в бухту, которую поэтому и назвали Угольной.
Геологические исследования для промышленного освоения этого месторождения начались в 1933—1934 гг. Всесоюзным Арктическим институтом, потом геологоразведочной экспедицией Главного управления Северного морского пути. В марте 1941 г. здесь был основан рудник «Бухтуголь», который в 1966 году стал шахтой «Беринговской». В августе 1941 года сюда из Владивостока на двух пароходах прибыли первые поселенцы — 176 человек, в основном шахтёры и строители. На берегу бухты были построены лёгкие засыпные бараки. В 1946 был образован посёлок Угольный.
В апреле 1957 г. в составе Чукотского национального округа был вновь образован Беринговский район с административным центром в посёлке Угольный, который находился на побережье бухты. В 1957 году Угольный был переименован в Беринговский, в том же году здесь открылась школа.
В 1975 году районный центр был перенесен в посёлок Нагорный, находящийся в 10 км севернее бухты. В 2000 году в черту посёлка Беринговский был включён посёлок Нагорный.
В 2008 году Беринговский район был объединён с Анадырским муниципальным районом с центром в посёлке Угольные Копи.

## Население
| 1959  | 1970  | 1979  | 1989  | 2002  | 2006  | 2009  |
| ----- | ----- | ----- | ----- | ----- | ----- | ----- |
| 2788  | ↘2173 | ↗2952 | ↗3044 | ↘1998 | ↘1671 | ↘1504 |
| 2010  | 2011  | 2012  | 2013  | 2014  | 2015  | 2016  |
| ↘1401 | ↘1370 | ↘1223 | ↘1102 | ↘1003 | ↘983  | ↘837  |
| 2017  | 2018  | 2019  | 2020  | 2021  | 2023  | 2024  |
| ↘755  | ↗759  | ↗816  | ↗938  | ↗1104 | ↗1162 | ↗1215 |

Вместе с поселком Нагорный, который в 2000 году был включен в состав поселения по переписи 1989 года население составляет 7159 человек. Из них в Нагорном 4149 чел., в Беринговском 3044 чел.

## Описание посёлка
Градообразующее предприятие — шахта «Нагорная». По состоянию на 2015 год шахта планируется к закрытию вследствие нерентабельности добычи. При этом очень перспективным проектом, способным дать качественный толчок к развитию посёлка является разработка близлежащих крупных месторождений угля с одновременным строительством нового морского порта.
Беринговский застроен в основном пятиэтажными домами. Имеются участковая больница, аптека, средняя школа, детский сад, две библиотеки, школа искусств, почта, узел связи, гостиница.
В местном доме культуры созданы творческие коллективы — национальный ансамбль «Дружба» и его детский спутник «Оленёнок», русская фольклорная группа «Горлица», клуб авторской песни «Северные струны», студия вокала и современного танца.
В посёлке действует православный храм во имя святителя Николая Чудотворца.
Издаётся местная газета «Беринговский вестник» периодичностью 1 раз в неделю.
Для обеспечения устойчивой радиосвязи в нескольких километрах севернее посёлка действовала тропосферная релейная станция линии «Юкон» — Беринговский.

## Транспорт
Пассажирское сообщение с окружным центром воздушное. В посёлке имеется аэропорт, 2-3 раза в неделю принимающий борта Ан-24 и DHC-6.

### Морской порт
В посёлке расположен рейдовый морской порт. Закрыт для захода иностранных судов. Железнодорожного сообщения сейчас не имеет. Обработка судов проходит на внешнем рейде с помощью судовых перегрузочных средств и буксирных катеров. На рейд принимаются суда с любой осадкой. Основным грузом, в силу специфичности развития посёлка, является уголь. В составе портового флота имеется один пассажирский и два буксирных катера. Суда портового флота так же выполняют перевозки грузов по побережью Чукотки. В Беринговский заходит теплоход «Капитан Сотников» по транзитному маршруту Анадырь—Лаврентия.
До 1980-х гг. действовала узкоколейная железная дорога длиной около 5 км, соединяющая шахту в посёлке и морской порт.